# Leonid Rogozov
Leonid Ivanovich Rogozov (em russo: Леонид Иванович Рогозов; Oblast de Chita, 14 de março de 1934 - São Petersburgo, 21 de setembro de 2000) foi um médico russo generalista, que participou da sexta Expedição Soviética-Antártica em 1960-1961. Ele foi o único médico que estava na Base Novolazarevskaya e, enquanto estava lá, desenvolveu peritonite e teve que realizar uma apendicectomia, um famoso caso de autocirurgia.

## Primeiros anos
Leonid rogozov nasceu em um vilarejo remoto no leste da Sibéria, apenas 17 km da fronteira soviética com a Mongólia e a China, perto de Manzhouli. Seu pai foi morto na Segunda Guerra Mundial em 1943. Em 1953, ele completou seus estudos em uma escola secundária em Minusinsk, Krasnoyarsk Krai e foi admitido na Instituto Médico Pediátrico de Leningrado (agora São Petersburgo). Depois de se formar em 1959 como clínico geral, ele começou o treinamento clínico para se especializar em cirurgia. Em setembro de 1960, com a idade de 26, ele interrompeu a sua formação e se juntou à sexta Expedição Antártica Soviética como médico.

## Serviços na Antárctica
De setembro de 1960 até outubro de 1962, Rogozov trabalhou na Antártica, incluindo seu papel como o médico exclusivo em uma equipe de 13 pesquisadores na estação Novolazarevskaya, que foi criada em janeiro de 1961.
Na manhã de 29 de Abril de 1961, Rogozov  apresentou sintomas inquietantes: fraqueza, náuseas, febre e dor na região ilíaca direita. No dia seguinte, sua temperatura subiu ainda mais. Sendo o único médico na expedição composta por 13 pessoas, Leonid diagnosticou a si mesmo uma apendicite aguda. Não havia aviões em qualquer das estações mais próximas, além disso, as condições meteorológicas adversas não permitiriam de forma alguma sair dali. A fim de salvar o membro doente da expedição polar era necessária uma operação de urgência e a única saída era operar a si mesmo.
Na noite de 30 de abril de 1961, o cirurgião foi auxiliado por um engenheiro mecânico e um meteorologista. Um entregava a ele os instrumentos cirúrgicos necessários e ou outro segurava um pequeno espelho sobre sua barriga para que melhor enxergasse.
O médico fez uma anestesia local com solução de novocaína seguida de uma incisão de 12 centímetros na região ilíaca direita com um bisturi. Entre a visão do espelho e o tato ele removeu o apêndice inflamado e injetou antibiótico na cavidade abdominal. Mas não foi nada fácil, 30 ou 40 minutos após o início da operação Leonid sentiu um incipiente desmaio com o formigamento e vertigem que percorreu todo seu corpo obrigando o cirurgião a fazer algumas pausas para descanso. No entanto, à meia-noite a operação com duração de 1 hora e 45 minutos havia terminado. Cinco dias depois a temperatura normalizou, em dois dias os pontos foram retirados.